# Muzeum Nobelovy ceny
Muzeum Nobelovy ceny (švédsky Nobelmuseet) je muzeum ve švédském hlavním městě Stockholmu. Je umístěno v někdejší budově burzy (Börshuset) na ostrově Stadsholmen. Ředitelkou muzea je Erika Lannerová.
Muzeum je zaměřeno na život Alfreda Nobela a na historii Nobelových cen. Bylo otevřeno v roce 2001 k příležitosti stého výročí od prvního udělení ceny. V suterénu muzea se nachází také knihovna Švédské akademie se zhruba 200 000 svazky. K muzeu patří také dětský koutek, obchod s upomínkovými předměty a bufet se specialitami pojmenovanými podle Alfreda Nobela, konají se zde přednášky, besedy a filmové projekce. Úspěšnou výstavou byly Sketches of Science, pro něž 42 laureátů Nobelovy ceny poskytlo vlastnoruční kresby představující jejich práci. Malíř Artan Mansouri vytvořil pro muzeum sérii obrazů z Nobelova života.
Plánuje se přesun muzea do nového Nobelova centra na poloostrově Blasieholmen, jehož stavbu však zablokovali památkáři.